# Penstemon laxus
Espèce
Penstemon laxus  est une espèce de plantes de la famille des Plantaginacées, originaire d'Amérique du Nord. Elle est connue sous le nom de Lax Beardtongue en anglais.